# Нова Бистрица (Чадца)
Нова Бистрица (слч. Nová Bystrica) насељено је мјесто са административним статусом сеоске општине (слч. obec) у округу Чадца, у Жилинском крају, Словачка Република.

## Становништво
| Година:    | 1994. | 2004.   | 2014.   | 2024.   |
| ---------- | ----- | ------- | ------- | ------- |
| Број људи: | 2928  | 2855    | 2781    | 2570    |
| Разлика:   |       | -2,49 % | -2,59 % | -7,58 % |

| Година:    | 2023. | 2024.   |
| ---------- | ----- | ------- |
| Број људи: | 2563  | 2570    |
| Разлика:   |       | +0,27 % |

Према подацима о броју становника из 2024. године насеље је имало 2570 становника.